# Maghreb

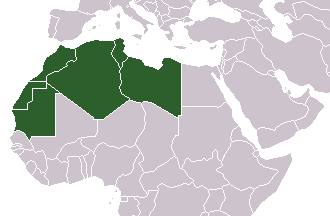
De Maghreblanden

De Maghreb (Arabisch: المغرب al-Maġrib) is een aanduiding voor het noordwestelijke deel van Afrika. De regio omvat Libië, Tunesië, Algerije, Marokko, Westelijke Sahara en Mauritanië. Deze landen vormen een (inactieve) politieke eenheid, de Unie van de Arabische Maghreb.
De Maghreb heeft een eigen identiteit binnen de islamitische wereld, aangezien het overgrote deel van de bevolking van origine Berbers is en over een totaal andere cultuur beschikt dan bijvoorbeeld de Arabieren. Een van de kenmerken van de Maghreb is dat hier naast de oorspronkelijke taal van de inwoners, het Berbers, ook Maghrebijnse dialecten van het Arabisch worden gesproken, die onderling doorgaans redelijk verstaanbaar zijn, maar die op bepaalde onderdelen, zoals grammatica en vocabulaire, erg verschillen van de Arabische dialecten die bijvoorbeeld in Egypte en het Midden-Oosten worden gesproken. Verder is een groot deel van de Maghreb lange tijd onder Franse heerschappij geweest en is de invloed van de Franse cultuur hier ook groot, en van het Frans, als taal van het onderwijs, de wetenschap en overheid.

## Terminologie
In het Arabisch wordt Al-maghrib ook gebruikt als aanduiding voor enkel het land Marokko. De letterlijke betekenis van het Arabische woord maghrib is plaats van de ondergang van de zon of westen. Binnen de islamitische wereld ligt deze regio het meest in het westen, vanuit Arabië gezien. Het gebed van de moslims Maghrib wordt gebeden bij zonsondergang. De Maghreb is de tegenhanger van de Mashreq in het Midden-Oosten.

## Geografie
De Maghreb wordt traditioneel ingedeeld in drie gebieden: Al-Magreb al-Aqsa (Marokko en Mauritanië), Al-Magreb al-Ausat (Algerije) en Al-Magreb al-Adna (Tunesië en Libië).

## Geschiedenis van de Maghreb

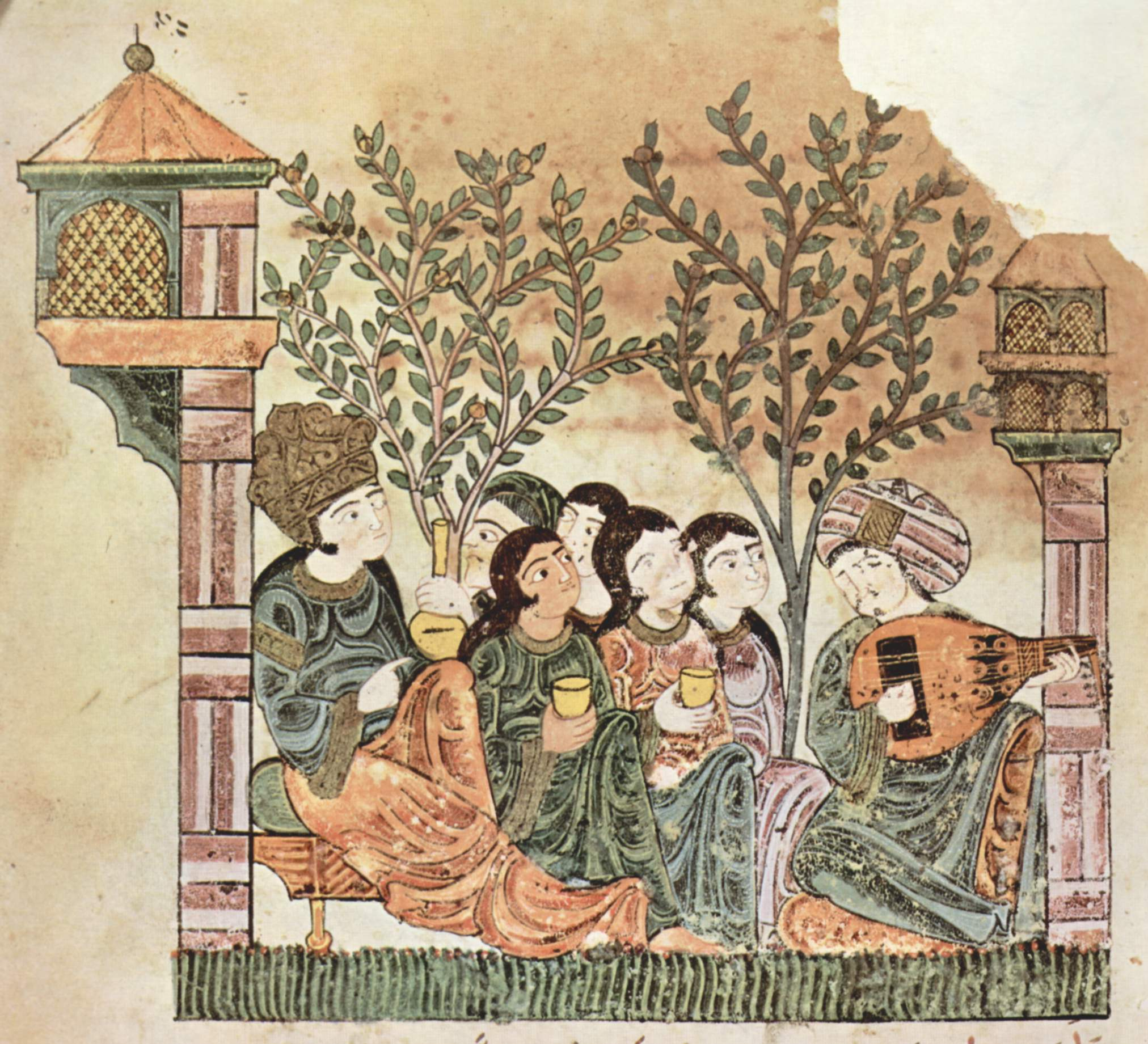
Illustratie van de Geschiedenis van Bayâd en Riyâd; Maghrebijns manuscript, 13e eeuw n.Chr.

Oorspronkelijk waren de culturen in de Maghreb Berbers van aard. Later kende de Maghreb ook invloeden uit het oosten, aanvankelijk uit het oude Egypte en ook van Fenicië. De Feniciërs stichtten diverse steden in dit gebied, waarvan Carthago verreweg de belangrijkste was. Carthago lag ongeveer op de plaats waar tegenwoordig de stad Tunis ligt. Na de Punische oorlogen werd het hele gebied onderdeel van het Romeinse Rijk.
Met de islamitische verovering van de Maghreb in de 7e eeuw werd de Arabische invloed op de Maghreb steeds groter en een groot deel van het gebied werd gearabiseerd. Van 1121 tot 1269 werd de hele Maghreb verenigd onder het Kalifaat van de Almohaden. Later kwam het gebied in handen van het Ottomaanse Rijk, met uitzondering van Marokko en Mauritanië (dat destijds onderdeel was van het Marokkaanse Sultanaat). In de 19e en 20e eeuw werd het gebied gekoloniseerd door enkele Europese landen, met name door Frankrijk, Spanje en Italië. De grenzen van de landen die deel uitmaken van de Maghreb zijn grotendeels voortgekomen uit koloniale conflicten en zijn deels gebaseerd op beslissingen die tijdens de Ottomanse invloed werden genomen door de voormalige Maghrebijnse heersers zelf.

### De Maghreb onder het tweede Franse koloniale Rijk

Kaart van koloniaal Afrika in 1913, met moderne grenzen. Opmerking: De limieten van de controlezones zijn mogelijk niet helemaal exact vanwege de onnauwkeurigheid van de gebruikte referentiekaarten.

Het begin van het tweede Franse koloniale rijk is 1830 toen Frankrijk Algerije binnenviel, dat in de volgende 17 jaar volledig werd overwonnen. Tijdens het bewind van Napoleon III werd getracht een soort protectoraat op te richten in Mexico, wat niet lukte. Na de Amerikaanse Burgeroorlog waren de Fransen gedwongen om het gebied te verlaten om een conflict met de Verenigde Staten te vermijden.
Pas na de Frans-Duitse Oorlog van 1870-1871 werden de meeste Franse bezittingen verkregen. De Fransen konden hun invloed in Noord-Afrika uitbreiden en richtten een protectoraat op in Tunesië (1881). Na de Conferentie van Berlijn in 1885, waarin Afrika werd onderverdeeld in koloniale gebieden, bezat Frankrijk de moderne naties Mauritanië (veroverd 1901-1912), Senegal, Guinee, Mali, Ivoorkust, Benin, Niger, Tsjaad, Centraal-Afrikaanse Republiek, Republiek Congo, en de Oost-Afrikaanse enclave Djibouti (Frans Somaliland). In 1912 werd Marokko een Frans protectoraat, Frans-Marokko geheten.
Het Franse koloniale rijk begon te scheuren tijdens de Tweede Wereldoorlog, toen verschillende gebieden van het rijk werden bezet door andere landen. De Franse kolonies werden teruggegeven in 1945. Al op 8 mei 1945 braken er zeer bloedige onlusten uit in het Algerijnse Sétif en Guelma, die in 1954 escaleerden tot de Algerijnse Onafhankelijkheidsoorlog. De strijd in Algerije, Frankrijks oudste kolonie, was des te problematischer, omdat vele Franse en ook wel Spaanse kolonisten zich in het gebied hadden gevestigd. Algerije werd niet als een kolonie beschouwd, maar als Frans grondgebied aan de overkant van de Middellandse Zee, al was de 90% Arabische en Berberse bevolking uitgesloten van politieke rechten. Deze uitzichtloze oorlog leidde tot de val van de Vierde Republiek en de terugkeer van Charles de Gaulle in de politiek, die de Vijfde Republiek uitriep, met een sterke positie voor president, die hij zelf werd in 1958. Uiteindelijk schikte hij zich in het onvermijdelijke, ondanks moordaanslagen op hem en een poging tot staatsgreep door Franse kolonisten en militairen, en besloot in 1962 uiteindelijk om Algerije onafhankelijk te maken. De Europese kolonisten, de zgn. 'Pied-noir', vertrokken bijna allemaal naar het moederland.
Veel Afrikaanse kolonies, waaronder landen die deel uitmaken van de Maghreb, werden onafhankelijk rond 1960, wat in het algemeen met weinig of geen geweld gepaard ging.

## Unie van de Arabische Maghreb
De Unie van de Arabische Maghreb bestaat uit vijf landen: Algerije, Marokko, Tunesië, Libië en Mauritanië. Op 17 februari 1989 is door deze landen als regionaal blok het verdrag tot oprichting van de Arabische Maghreb Unie ondertekend.

## Natuurlijke kenmerken van de Maghreb
De Maghreb ligt op het Noord-Afrikaanse continent, tussen de breedtegraden 15° en 37° NB, en lengtegraden 17° en 25° oost, een gebied dat bestaat uit vijf landen (Libië, Tunesië, Algerije, Marokko, Mauritanië) en de Westelijke Sahara, een gebied van 6 miljoen km² dat nog steeds in behandeling is bij de Verenigde Naties. De Maghreb wordt in het noorden door de Middellandse Zee begrensd, in het zuiden door Mali, Tsjaad, Niger en Senegal, ten oosten door Egypte en Soedan en in het westen door de Atlantische Oceaan. De Maghreb bestaat uit landschappen, waaronder vlakten, bergen, plateaus en woestijnen. De regio is onderworpen aan verschillende luchtstromen uit de Atlantische Oceaan, de Sahara en de Noordpool.

## Gelijkenis tussen de bevolking van de Maghreb-landen
De Maghrebijnen wordt gevormd door Algerijnen, Marokkanen, Tunesiërs, Libiërs en Mauritaniërs. De meerderheid van de bevolking is aanhanger van de islam, die in de regio verspreid werd sinds de tijd van het kalifaat van de Rashidun en de Omajjaden.
| Land       | Bevolkingsaantal per miljoen (Census 2010) | Geboortecijfer * | Sterftecijfer * | Reproductie * | Sterftecijfer onder kinderen * | Jaarlijkse uitgaven | Ontwikkelingsindex | Wereldrang |
| ---------- | ------------------------------------------ | ---------------- | --------------- | ------------- | ------------------------------ | ------------------- | ------------------ | ---------- |
| Algerije   | 36,6                                       | 30               | 6               | 24            | 39                             | 72,6                | 0,704              | 107        |
| Marokko    | 32,7                                       | 23               | 6               | 17            | 39                             | 71,1                | 0,646              | 126        |
| Tunesië    | 11,5                                       | 22               | 7               | 15            | 21                             | 72,9                | 0,749              | 91         |
| Libië      | 6,5                                        | 28               | 3               | 25            | 16                             | 72,4                | 0,783              | 61         |
| Mauritanië | 4,0                                        | 41               | 13              | 28            | 120                            | 51.9                | 0,454              | 154        |

## Cultuur

### Religie
De dominante religie in de Maghreb is de islam waarvan de meerderheid soennitisch moslims zijn die de rechtsschool van Imam Malik volgen. Dit is een van de belangrijkste banden tussen de Maghreblanden. Een andere kleinere groep soennitische moslims zijn de Kouloughlis (Maghrebijnen met Turkse roots). Zij volgen de rechtsschool van imam Abu Hanifa. Overige groepen zijn de soefi's en de ibadieten.
Verder bestaat er een kleine groep Sefardische joden verspreid over verschillende steden.

### Taal

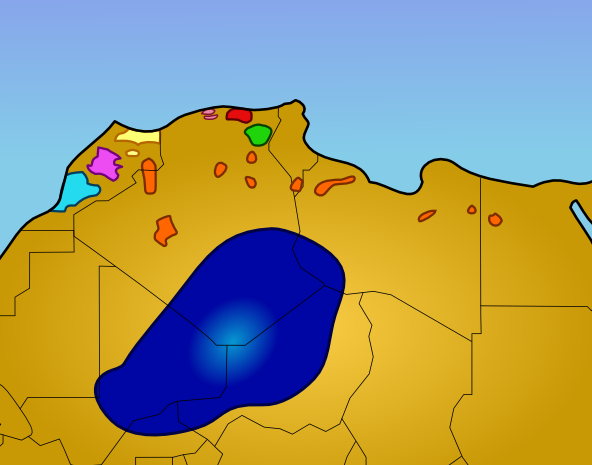
Verspreiding van de Berbers in Noordwest Afrika
Shleuhs
Imazighen (Midden-Atlas)
Riffijnen
Chenwa
Kabylen
Chawi
Toeareg
Sahara-Berbers (Sanhaja, Mozabieten, Siwi)

Het Arabisch is de nationale en officiële taal van alle Maghreblanden. Het Arabische dialect dat gesproken wordt bestaat uit Marokkaans, Algerijns, Tunesisch, Libisch en Hassaniya. Het Maghrebijns wordt ook wel Darija genoemd. Deze Arabische dialecten zijn beïnvloed door het Berbers, Turks, Frans, Spaans en Italiaans.
Verschillende Berberse talen worden gesproken in Marokko, Algerije, Tunesië en Libië. Echter, Marokko en Algerije zijn de enige twee leden die de Berbertalen erkennen. In Marokko wordt het Berbers, naast het Arabisch, sinds 2011 als officiële landstaal erkend in de grondwet. De Berberse talen met de grootste groepen sprekers in Marokko zijn het Riffijns, Tachelhit, Atlas-Tamazight. In Algerije wordt het Berbers, naast het Arabisch, als officiële landstaal erkend. Berberse talen die gesproken worden in Algerije zijn het Kabylisch (Taqbaylit), Tachawit (Chaouia), Chenoua (Tachenwit). De Berberse talen worden geschreven in Arabisch geschrift , Latijn geschrift en Tifinagh.
Het Frans is een niet-officiële taal in de Maghreblanden, die gebruikt wordt in vier landen: Marokko, Algerije, Tunesië en Mauritanië. Frans wordt daar gebruikt in verschillende maatschappelijke sectoren, zoals in het onderwijs van exacte vakken in het hoger onderwijs, in de media en in de meeste economische sectoren. In stedelijke gebieden wordt het meer gebruikt dan in rurale gebieden.
Andere talen: het Engels begint een belangrijke plaats in het economische leven in de Maghreb te nemen. In het noorden van Marokko en de Westelijke Sahara is het Spaans aanwezig en Italiaans in Libië en het noordoosten van Tunesië.

## Trivia
- Marokko is het enige land in de Maghreb dat geen halve maan heeft in zijn vlag.